# Ferkai Jenő
Ferkai Jenő, született Freund Jenő (Budapest, 1877. augusztus 27. – Budapest, 1963. június 12.) magyar festőművész. Freund Vilmos építész fia.

## Élete
Freund Vilmos és Basch Irma gyermekeként született. Művészeti tanulmányait a budapesti Mintarajziskolában kezdte Balló Ede vezetése alatt, majd Münchenben Hollósy Simon növendéke lett. 1899–1900-ban a párizsi Julian Akadémián Jean-Paul Laurens és Eugène Carrire tanítványa volt. 1901-ben Weimarban képezte magát Max Thedy mellett. 1902-ben visszatért Nagybányára, ahol Ferenczy Károly irányítása mellett dolgozott. 1910-től a kecskeméti művésztelepen működött, melynek törzstagja lett. 1899-től szerepelt a nagybányai művészek csoportos tárlatain. Főképp élet-és tájképeket festett. Az 1920-as években abbahagyta a festést. Több műve a Magyar Nemzeti Galéria gyűjteményében található. Halálát tüdőrák okozta.

## Családja
Házastársa Kurovszky Aranka (1886–1969) volt, akit 1908-ban Nagybányán vett nőül.
Gyermekei:
- Ferkai Vilmos
- Ferkai Lóránt (Kecskemét, 1910–?) tanár, neje Kellessy Jolán rajztanárnő volt.[6]
- Ferkai Alice, férjezett Bánfy Gyuláné
- Ferkai Tibor Jenő (Budapest, 1914–?)
- Ferkai József
- Ferkai J. Ferenc